# Придніпровський державний металургійний коледж
Придніпровський металургійний фаховий коледж  (ПМФК) — державний вищий навчальний заклад першого рівня акредитації у місті Кам'янське, Дніпропетровської області.

## Загальні відомості про заклад
Придніпровський металургійний фаховий коледж є одним з найбільших навчальних закладів регіону, заснований у 1930 році для підготовки кадрів для металургійної промисловості міста Кам'янська. Металургійний коледж — єдиний ВНЗ в Україні, який проводить підготовку молодих фахівців тільки за рахунок державного бюджету. Кількість педагогічних працівників — 79 осіб, технічного персоналу — 86 осіб, кількість студентів — 938 осіб. Всі випускники отримують робочі місця на підприємствах міста і області та можуть продовжити навчання у ВНЗ ІІІ-IV рівнів акредитації . Основними роботодавцями є ПАТ «Дніпровський металургійний комбінат», завод Дніпровагонмаш, ПАТ «ЄВРАЗ Дніпродзержинський КХЗ», ПАТ «ЄВРАЗ БАГЛІЙКОКС» та інші виробництва.

## Історія коледжу
- У 1924 році у Кам'янському була створена електропрофтехшкола з трирічним строком навчання, яка підпорядковувалась Народному Комісаріату освіти УРСР. Школа готувала кадри для Дніпровського державного металургійного заводу (згодом ім. Ф. Е. Дзержинського)
- У березні 1930 року директор електропрофтехшколи Зінчик С. Г. домігся реорганізації електропрофтехшколи в електро-механіко-металургійний технікум. В різних документах перших років роботи технікуму його називали також хіміко-металургійним технікумом.
- У 1935 році директором ДМТ був призначений Л. І. Брежнєв, який керував технікумом протягом двох років.
- У 1943-1944 роках були відкриті 5 напрямків підготовки: доменний, сталеплавильний, прокатний, коксохімічний і хіміко-аналітичний.
- У середині п'ятдесятих років відкрилася навчальна майстерня, в якій виготовляли і ремонтували запасні частини для сільськогосподарських машин.
- Середина 80-х років була пов'язана з пошуком нових форм і методів навчального і виховного процесу. З цією метою була організована поїздка до навчальних закладів західно-європейських країн. Отриманий досвід роботи був застосований при розбудові навчального закладу нового типу.
- В 1991 році навчальний заклад проходить своє третє перетворення і отримує статус коледжу (з 1925 — електропрофтехшкола, з 1930 — технікум, 1991 — Дніпродзержинський металургійний коледж).
- У 1997 році згідно з розпорядженням Кабінету Міністрів України до Дніпродзержинського металургійного коледжу було приєднано політехнічний технікум.
- У 2016 році відповідно до наказу № 1265 «Про перейменування Дніпродзержинского металургійного коледжу»[1] за законами України «Про засудження комуністичного та націонал-соціалістичного тоталітарних режимів в Україні та заборону пропаганди їхньої символіки», «Про вищу освіту», «Про державну реєстрацію юридичних осіб, фізичних осіб-підприємців та громадських формувань» Дніпродзержинський металургійний коледж перейменовано у Придніпровський державний металургійний коледж.

## Спеціальності
Коледж здійснює підготовку фахівців за освітньо-кваліфікаційним рівнем «молодший спеціаліст» на денній формі навчання за державним замовленням з таких спеціальностей:
1. Металургія
  - Обробка металів тиском
  - Виробництво сталі і феросплавів
2. Залізничний транспорт
  - Технічне обслуговування, ремонт та експлуатація тягового рухомого складу
3. Галузеве машинобудування
  - Обслуговування та ремонт обладнання металургійних підприємств
4. Хімічні технології та інженерія
  - Коксохімічне виробництво
5. Електроенергетика, електротехніка та електромеханіка
  - Монтаж і експлуатація електроустаткування підприємств і цивільних споруд
6. Будівництво та цивільна інженерія
  - Будівництво та експлуатація будівель та споруд

## Матеріально-технічна база закладу
Металургійний коледж розміщується в 3 навчальних корпусах, в яких розташовані:
- 87 лабораторій і кабінетів;
- 2 бібліотеки;
- студентська їдальня;
- навчально-виробничі майстерні;
- стрілецький тир;
- тенісна зала;
- 2 тренажерні зали;
- 2 спортивні зали;
- 5 комп'ютерних зал;
- актова зала.

## Навчально-методична робота
Навчально-методична робота в коледжі здійснюється згідно плану і реалізується через роботу педагогічної ради, методичної ради, психолого-педагогічного семінару викладачів, семінару молодих за досвідом роботи викладачів і предметно-циклових комісій, яких в коледжі вісім:
- ПЦК природничо-математичних дисциплін (актуальним в роботі комісії є інноваційний підхід до методичного забезпечення і проведення лабораторних робіт).
- ПЦК філологічних дисциплін (актуальним в роботі комісії є напрацювання методів реалізації особистісно-зорієнтованої технології).
- ПЦК соціально-економічних дисциплін (актуальним напрямком в роботі комісії є виховання грамотних, економічно освічених менеджерів середньої ланки).
- ПЦК електротехнічних дисциплін (основним напрямком роботи комісії є розвиток технічної творчості студентів, робота з обдарованою молоддю та виготовлення діючих моделей електроустаткування і обладнання).
- ПЦК металургійних дисциплін (основним напрямком роботи комісії є формування у студентів навичок наукової та дослідницької діяльності).
- ПЦК механічних дисциплін (основним напрямком роботи комісії є підвищення якості знань студентів, розвиток ініціативи і зацікавленості у засвоєнні необхідних знань, формування професійних компетенцій).
- ПЦК будівельних дисциплін (основний напрямок роботи комісії — це практичне навчання студентів, оволодіння практичними навичками будівельної спеціальності)
- ПЦК фізичного виховання та ЗВ (основний напрямок роботи комісії — це збереження і зміцнення здоров'я, сприяння всебічному розвитку молодої людини, розвиток високих вольових та фізичних якостей, популяризація здорового способу життя, фізичної культури і спорту).

## Навчально-виховна робота
Виховний процес у коледжі здійснюється згідно плану виховної роботи коледжу та планів роботи структурних підрозділів.
Регулярно проходять заходи: посвята в металурги, профорієнтаційні зустрічі зі спеціалістами підприємств, заходи в музеї ПАТ «ДМКД», спортивні заходи, інтелектуально-розважальні конкурси, заняття для студентів на виробництві, заходи в рамках проекту «ЄС: вибір української молоді». Студенти коледжу, сповнені патріотичного духу, відзначають щорічні масштабні заходи: історико-спортивний «Ми — майбутні захисники Вітчизни», військово-патріотичний «Козацькому роду нема переводу», благодійний ярмарок «Щедра осінь». Волонтерський рух — один із провідних напрямків роботи студентського колективу.
Студенти коледжу традиційно беруть активну участь у різноманітних конкурсах на рівні міста і області, а саме:
- обласний конкурс «Студент року Дніпропетровщини»;
- міський огляд-конкурс «Студентська весна»;
- міський конкурс «Нумо, дівчата!»;
- міський конкурс творчих робіт до річниці Чорнобильської трагедії;
- міський конкурс відеопроектів «Творімо добро разом»;
- міський конкурс ялинкових прикрас «Новорічне диво»;

Студенти і викладачі коледжу охоче долучаються до організації та проведення різноманітних акцій: Всеукраїнська акція «Засвіти свічку» до Дня пам'яті жертв голодоморів, акція-заохочення «Я не палю. Це круто!», акція-привітання «Вільний мікрофон» до Дня студента, акція «Суцільні компліменти» до Міжнародного жіночого дня, акція «Обійми друга, подаруй тепло!».

## Спортивні досягнення
Традиційно на високому рівні проводиться у коледжі спортивно-оздоровча робота, яка включає як заходи на рівні коледжу, спортивні свята і змагання, так і міські, обласні, міжнародні турніри з командних та силових видів змагань. Загальна кількість студентів Придніпровського державного металургійного коледжу, зайнятих у спортивних секціях з волейболу, баскетболу, гирьового спорту, настільного тенісу, легкої атлетики, футболу, шахів, шашок складає 40,00 % від загальної кількості студентів. Металургійний коледж досяг реальних успіхів у спортивно-масовій роботі. В навчальному закладі з 1975 року діє спортивний клуб «Зміна», в складі якого працюють спортивні секції під керівництвом тренерів-викладачів: волейбол, міні-футбол, настільний теніс, легка атлетика, гирьовий спорт, шахи. Починаючи з 1997 року спортсмени коледжу займають призові місця у міських та обласних змаганнях. Спортивна команда коледжу 10 років поспіль виборює перше місце серед ВНЗ І-ІІ рівнів акредитації Дніпропетровської області. У двох спартакіадах, що проводилися ЦК профспілки працівників металургійної та гірничодобувної промисловості України серед ВНЗ І-ІІ рівнів акредитації, команда коледжу виборювала призові місця. За останній час спортсмени коледжу досягли певних успіхів:
- Спартакіада серед ВНЗ І-ІІ р. а. Дніпродзержинського регіону з 12 видів спорту — І загальнокомандне місце.
- Турнір з волейболу «На приз міського голови А. Білоусова» — ІІ місце.
- Фінальні обласні змагання з волейболу серед ВНЗ І-ІІ р. а. — ІІ місце.
- В обласному огляді-конкурсі на «Найкращий стан фізичного виховання та спорту» за 2015 рік навчальний заклад посів ІІІ місце серед ВНЗ I—II р. а.

Протягом багатьох років проводиться Всеукраїнський огляд-конкурс на найкращий стан фізичного виховання та спорту у вищих навчальних закладах України. Придніпровський державний металургійний є постійним учасником конкурсу, входить в трійку найкращих навчальних закладів області. А найвищими досягненнями навчального закладу є III місце у Всеукраїнському огляді-конкурсі на найкращий стан фізичного виховання та спорту у вищих навчальних закладах України у 2009, 2010 та 2013 роках.

## Бібліотека
Коледж має дві бібліотеки: у 3-му корпусі для студентів І і ІІ курсів, у 1-му корпусі — для старшокурсників. Бібліотечні відділи обладнані затишними читальними залами. Бібліотечний фонд налічує 142 406 примірників, 56 815 примірників — загальноосвітня і спеціальна навчальна література. Бібліотечний фонд постійно поповнюється. На допомогу викладачам і студентам представлені різні періодичні видання, а саме: «Позакласний час», «Освіта України», «Інформаційний збірник МОУ», інформаційний бюлетень «Все для вчителя», «Дивослово» та ін. Крім традиційної бібліотеки в коледжі створено електронну бібліотеку, в якій завдяки «хмарним сервісам» методичні напрацювання викладачів є доступними для студентів.

## Випускники
- Кравченко Юрій Вікторович (1964—2014) — старший солдат Збройних сил України, учасник російсько-української війни.